# Кажгалиева, Куляш Кажгалиевна
Куляш Кажгалиева (каз. Күләш Қажығалиева; 9 июня 1942, с. Акжар, Алакольский район, Алматинская область, Казахская ССР, СССР — 12 сентября 2024) — советская и казахская актриса

 театра и кино. Заслуженная артистка Республики Казахстан (1998).
Ведущая актриса Казахский государственный академический театр для детей и юношества имени Г. Мусрепова (1967—2024).

## Биография
Родилась 9 июня 1942 года в селе Акжар Уйгентасского района Алматинской области.
В 1967 году окончила театральный факультет Казахский Государственный институт искусств им. Курмангазы по специальности «актриса театра и кино».
В 1967 году была принята актрисой в Казахский государственный детский и молодежный театр, где работала до последних дней жизни.
Исполнила в театре более 100 ролей.
Скончалась 12 сентября 2024 года на 83-м году жизни.

## Основные роли на сцене
Казахский государственный академический театр для детей и юношества имени Г. Мусрепова
- Жанар «Меня зовут Кожа» (авт. Бердибек Сокпакбаев)
- Айгуль «Студенты» (А.Букеева)
- Газиза «Пай-пай жас-жубайлар ай!» (М.Хасенов)
- Капиза «Почему любовь не проснулась?» (М.Хасенов)
- Девушка в кузнечке «Раненые цветы» (Жаралы гүлдер) (авт. Сакен Жунусов)
- Шукетай «Доченька, тебе говорю…» (Кызым, саған айтам) (авт. Сакен Жунусов)
- Багила «Печаль любви» (Махаббат мұңы) (авт. Т.Ахтанов)
- Зубаржат «„Предусмотренное в ночь“» («Ай тұтылған түн») (М.Карим)
- Тогжан «Юный Абай» (авт. Мухтар Ауэзов)
- Кемпир «Красавица в трауре» (авт. Мухтар Ауэзов)
- Женщина «Алуа» (авт. Мухтар Ауэзов)
- Мать «Алтын сака» (М.Акынжанов)
- Катира «Волчонок под шапкой» («Бөлтірік бөрік астында») (авт. Калтай Мухамеджанов)
- Бабуша Улжан «Судьба отца» (Б.Жакиев)
- Маншук Маметова «Монологы» (авт. Шахмет Хусаинов)
- Ум-Абылкасан «1001 ночь» (Е.Аманшаев)
- Мать Камка в спектакле «Заклятие Коркута» И. Гайыпа
- Бабушка «Иссык-Кульская трагедия» (авт. Чингиз Айтматов
- Гани «Когда девушка вышла в двадцатку» (С.Балгабаев)
- Бабушка «Самый первый Новый год» (С.Балгабаев)
- Незнакомая женщина «Бунт невесток» (авт. Саид Ахмад)
- Полина Андреевна «Чайка» (авт. А. П. Чехов)

## Награды и звания
- 1998 — Присвоено почётное звание «Заслуженная артистка Республики Казахстан», за заслуги в области казахского театрального и киноискусства.
- 2005 — Медаль «Ерен Еңбегі үшін» («За трудовое отличие»)[2]
- 2015 — Медаль «Ветеран труда» (Казахстан)
- 2016 — Медаль «25 лет независимости Республики Казахстан»

## Семья
- Отец — Сопкан Кажигали. Мать — Турсымбаева Кульшиман.
- Вдова. Супруг — Мергазиев Калиола, режиссер.
- Сын Мергазиев Куандык (1964 г); дочери Мергазиева Куралай (1967 г.), Кайсарбекова Карлыгаш (1971 г).